# Sevede

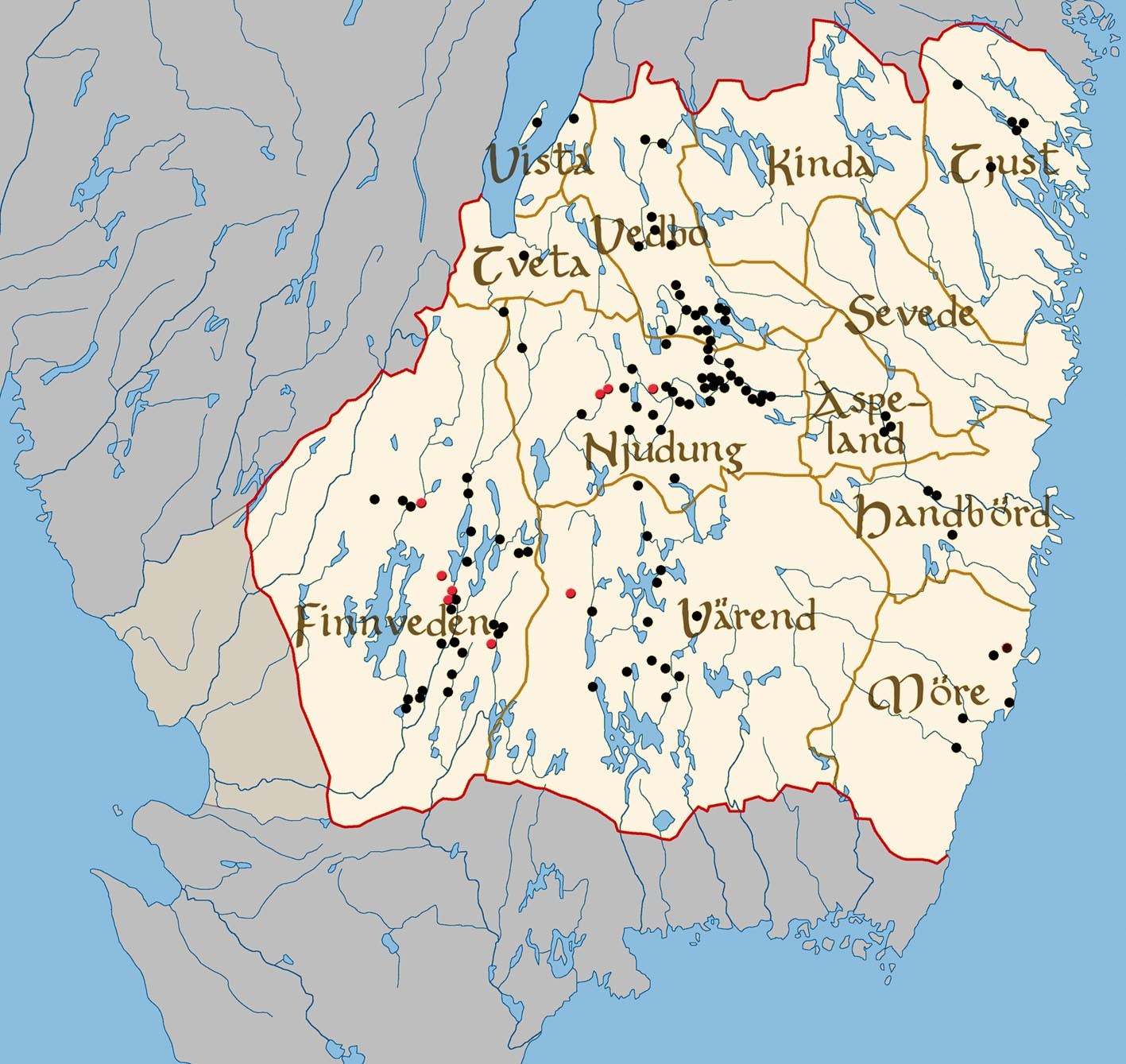
As pequenas terras da Esmolândia. Os pontos pretos e vermelhos marcam as pedras rúnicas da região

Sevede era uma das treze terras pequenas (semelhantes às folclândias da Uplândia) que se uniram para formar a Esmolândia, na Suécia, e compunha parte da sua porção leste. Entre ela e Handborda, ao sul, estava a Asbolândia.

## História
Durante a Idade Média, o Sevede compreendia a atual comuna de Vemária, mas também as porções norte da paróquia de Cristdala e a paróquia inteira de Misterhult. Vemária era seu centro judicial e comercial e Figeholm seu porto. Eclesiasticamente, Sevede estava subordinada à Diocese de Lincopinga e juridicamente vigorava ali a Lei da Gotalândia Oriental. Seu nome significa "um rico fluxo de água" e se refere às correntes superiores do Stång.
Segundo carta de março de 1422, fruto do conflito entre dominicanos e o bispo de Lincopinga, os primeiros acumulara fundos de cerca de 170 anos de pessoas pobres de Moria, Olândia e Sydherd, fundos estes que eram destinados a Sevede Asbolândia e Handborda. Tiúscia, Handborda, Sevede, Asbolândia e o Condado de Tuna formavam o norte do Condado de Calmar e eram comumente alugados aos cidadãos de Vestervique. O Sevede era controlada pelo bailio do Castelo de Calmar.
Filipe, filho de Ulfo, o Terrível, era um cavalheiro e membro do conselho real e foi referido em 1296. Ele detinha propriedades em Vedbo e Sevede. Em 2010, foram inspecionados onze treliças medievais preservadas do telhado de onze igrejas de Vedbo e Sevede de estilo românico e gótico.